# Gewog di Lingzhi
Il gewog di Lingzhi è uno degli otto raggruppamenti di villaggi del distretto di Thimphu, nella regione Occidentale, in Bhutan.